# Broiler
Broiler hace referencia a una variedad de pollo desarrollada específicamente para la producción de carne.

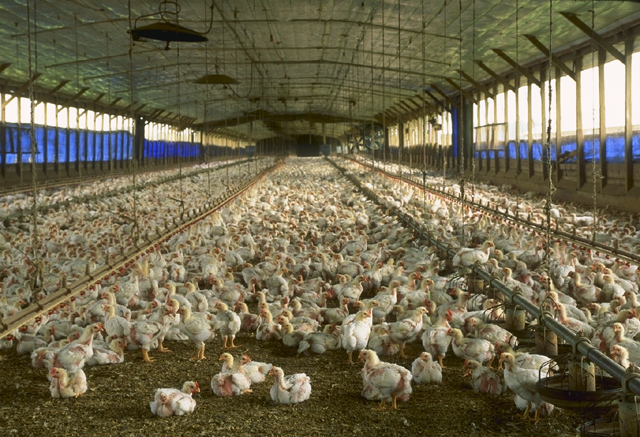
Granja de broiler en Florida.

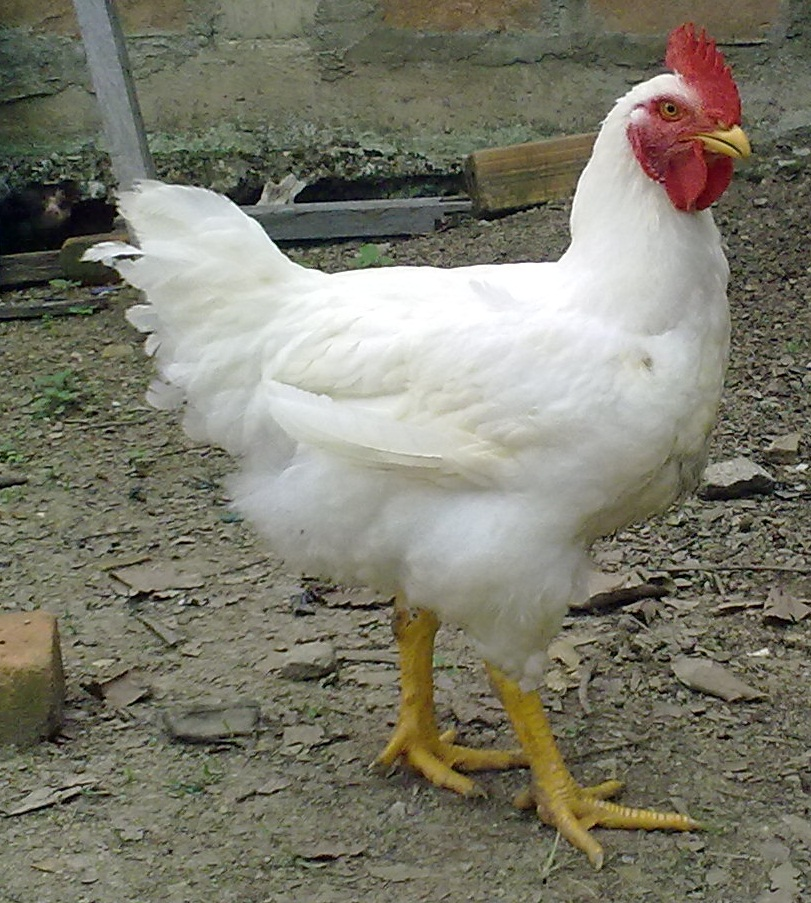
Pollo broiler en Zamora Ecuador

Los pollos de tipo broiler se alimentan especialmente a gran escala para la producción eficiente de carne y se desarrollan mucho más rápido que un huevo de otra variedad con un propósito dual (huevos + carne). Tanto los machos como las hembras broiler se sacrifican para poder consumir su carne. Según datos de 2003, en Estados Unidos se sacrificaron 42.000 millones de pollos broiler, el 80% de los cuales pertenecían a cuatro compañías (Aviagen, Cobb-Vantress, Hubbard Farms, Hybro).

## Historia
Antes del desarrollo de las nuevas razas comerciales para carne (vacas, pollos, etc), los broiler consistían principalmente en pollos recién nacidos desarrollados en granjas especializadas. Los machos se dedicaban a la carne y las hembras a la puesta de huevos. Esto hacía que la producción de huevos fuera mucho más barata y la carne sin embargo un lujo en comparación con ella. El desarrollo de la variedad broiler permitió una bajada del precio de la carne y un aumento en su consumo.
La variedad broiler también es conocida con el nombre de "Rock-Cornish", en referencia a un cruce entre el pollo macho córnico y la hembra Barred Rock, híbrido introducido en los años 1930 y popularizado en la década de los años 1960. El cruce original estaba plagado de problemas de baja fertilidad, crecimiento lento y propensión a enfermedades, de forma que los modernos pollos broiler son hoy muy diferentes de aquel híbrido Cornish x Rock.
Esta variedad de pollos es muy valorada por su excelente conversión alimento/carne, la que produce excelentes resultados económicos a sus criadores.

## Salud
Los pollos broiler suelen tener desórdenes que provocan que sus patas no puedan sostener sus cuerpos al ser estos demasiado pesados para ellas. Un estudio de la universidad sueca de ganadería revelaba que tan sólo uno de cada tres pollos que iban a ser sacrificados estaba sano en este sentido. Es además muy importante que los criadores le suministren a esta clase de animales todos los nutrientes esenciales en los piensos que son destinados a su alimentación; pues al encontrarse en confinamiento total o parcial no tienen cómo adquirir sustancias como calcio y fósforo, que obtendrían de algunas piedras si se encontraran en estado natural.